# Zygi Wilf
Zygmunt « Zygi » Wilf, né le 22 avril 1950 à Berlin, est un promoteur immobilier milliardaire américain d'origine polonaise. 
Il est actuellement[Quand ?] le propriétaire de la franchise de la NFL des Vikings du Minnesota.

## Biographie

### Jeunesse
Wilf est né le 22 avril 1950 à Berlin en Allemagne, de l'union de Joseph Wilf (1925-2016) et Elizabeth Wilf (1932- ). Ses parents sont des juifs polonais ayant survecu à l'Holocauste. Au début des années 1950, Zygi et sa famille ont émigré d'Europe pour rejoindre les États-Unis et s'installèrent à Hillside dans le New Jersey.
Wilf a étudié à l'université Fairleigh-Dickinson, où il a obtenu un baccalauréat en économie en 1971, puis il a rejoint la New York Law School à Manhattan où il a obtenu un doctorat en droit. À l'occasion du 79e anniversaire de l'université Yeshiva, le président Richard Joel lui a présenté un doctorat honorifique. Zygi et son frère Mark Wilf sont des membres du conseil d'administration de l'université Yeshiva. Il a reçu un diplôme honorifique lors de la 69e cérémonie du lancement de l'université Fairleigh Dickinson en mai 2012.

### Carrière

#### Immobilier
Il a commencé en tant que vendeurs de voitures d’occasion, avant d'acheter des appartements et à les louer avec son frère Harry Wilf. Finalement, les frères commencèrent à construire des maisons familiales avec leurs entreprises, Garden Homes. Ses deux principales entreprises, Garden Homes et Garden Commercial Properties, ont construit environ 25 000 logements dans 39 États du pays depuis leurs débuts. Les deux entreprises ont construit 2 300 km2 de propriétés.
Après avoir travaillé comme avocat, Wilf a rejoint l'entreprise familiale et est devenu chef de l'une des antennes de la société Garden Commercial Properties. Wilf a développé l'entreprise considérablement passant de quatre centres commerciaux dans le Nord du New Jersey à plus d'une centaine de propriétés, dont plusieurs grands centres commerciaux. En plus des propriétés commerciales, les sociétés Garden possèdent et gèrent également 90 000 appartements dans tout le pays.

#### Vikings du Minnesota
Wilf et cinq partenaires rachetent les Vikings du Minnesota de la National Football League en 2005 pour un montant de 600 millions de dollars. Le cabinet d’avocats international Greenberg Traurig et le chef de l’exploitation, qui occupe désormais le poste de chef des opérations de la franchise, Kevin Warren, assurent le conseil juridique de la transaction,. Forbes estime la valeur de la franchise à 2,4 milliards de dollars en 2018, placant les Vikings au 18e rang des 32 équipes de la NFL ou au 33e rang des cinquante équipes sportives.
Pendant plusieurs années, les Vikings et Wilf se plaignent de leur ancien stade, le Hubert H. Humphrey Metrodome, jugé trop vétuste et font pression pour l'obtention d'un nouveau stade,. En mai 2012, les Vikings du Minnesota reçoivent l'approbation pour la construction de leur nouveau stade après que l'approbation du Sénat du Minnesota d'un plan reposant fortement sur le financement public. Plus tard dans le mois, l’accord est signé par le gouverneur de l'État, Mark Dayton et est approuvé par le conseil municipal de Minneapolis, mettant fin à toute rumeur de relocalisation. Le nouveau stade, l'US Bank Stadium, ouvre ses portes en juillet 2016 sur le site de l'ancien stade.

#### La future franchise de MLS à Nashville
En août 2017, Wilf, son frère Mark et son cousin Leonard sont devenus propriétaires minoritaires de la franchise de MLS de Nashville aux côtés de l'investisseur principal, John Ingram.

### Controverse
En août 2013, Wilf, ainsi que son frère Mark Wilf et son cousin, ont été jugés responsables par un tribunal du New Jersey d'avoir enfreint les lois civiles sur le racket et d'avoir tenu des livres de comptes séparés pour dissimuler leurs anciens partenaires commerciaux à revenus partagés. Le président du tribunal a noté que Wilf avait eu recours à des tactiques analogues à celles du crime organisé pour commettre une fraude à l'encontre de ses partenaires commerciaux. En septembre, le juge a octroyé 84,5 millions de dollars en dommages-intérêts compensatoires, dommages-intérêts et intérêts que les Wilf doivent payer à leurs deux partenaires, Ada Reichmann et Josef Halpern. En juin 2018, un appel a ramené ce montant à environ 32 millions de dollars.

### Vie privée
En 2011, Zygi et Audrey Wilf ont acheté pour 19 millions de dollars un appartement occupant l'intégralité du 18e étage du 778 Park Avenue à New York.